# Moringua raitaborua
Espèce
Moringua raitaborua est une espèce de poissons téléostéens serpentiformes.